# Сомерсет (остров)
Сомерсет (англ. Somerset Island) — гористый остров в Канадском Арктическом архипелаге, расположен к югу от пролива Барроу.

## География

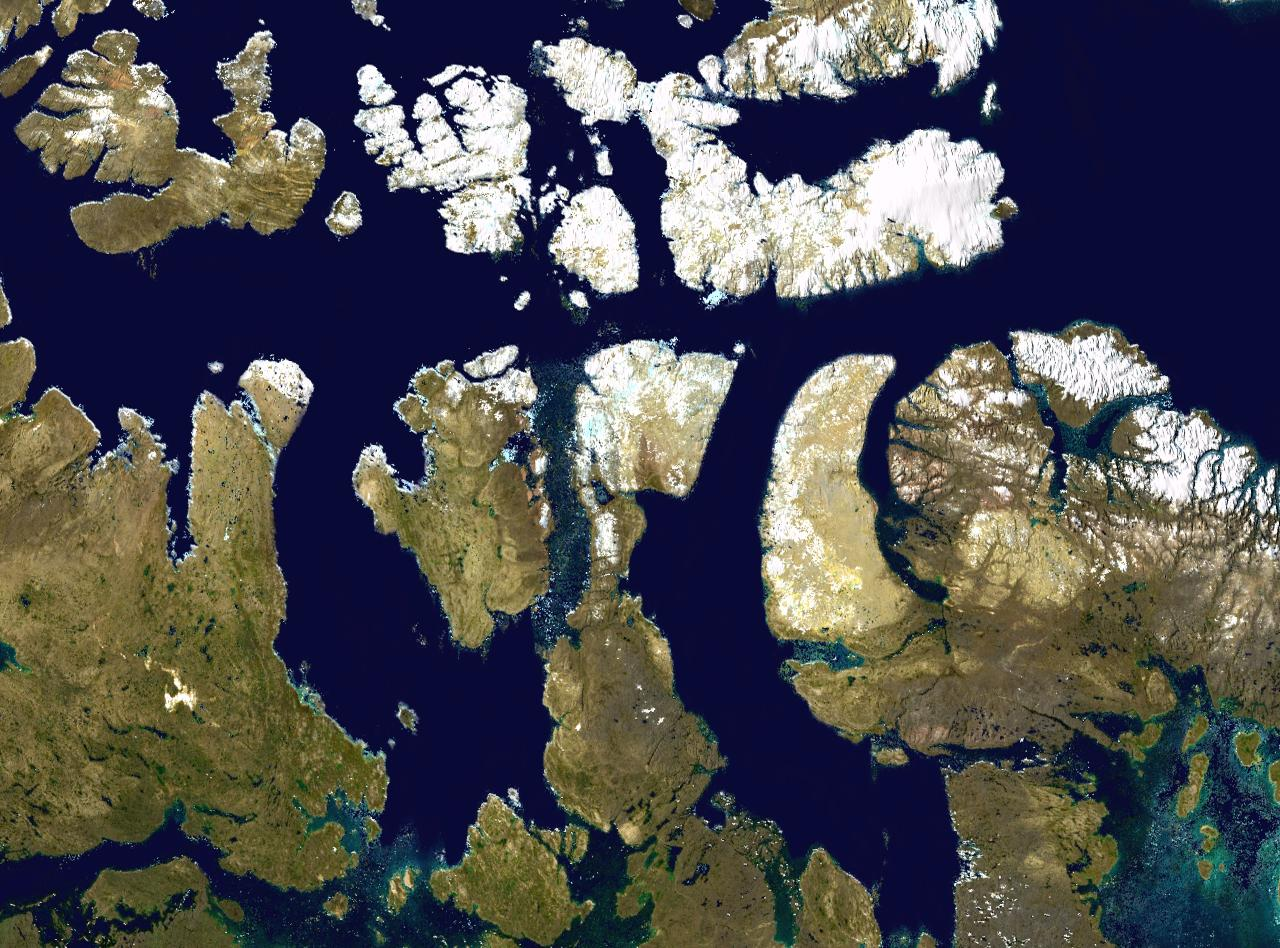
Спутниковый снимок острова Сомерсет в окружении других островов.

Площадь острова составляет 24 786 км², является девятым по величине островом в архипелаге, двенадцатым — в Канаде и 46-м — в мире.
Большая часть острова входит в североамериканский экорегион заполярной тундры (High Arctic tundra) по классификации Всемирного фонда дикой природы.

## История
Открыл остров английский мореплаватель Уильям Парри в 1819 году и назвал его в честь своего родного графства в Англии Сомерсет (Somerset). Джеймс Кларк Росс обследовал остров в 1848 году во время своей экспедиции по поиску Джона Франклина. С 1937 по 1948 год на острове существовала фактория Форт-Росс Компании Гудзонова залива. В настоящее время остров незаселён.